# ハヴィ
ハヴィ（英語: Hawi）はアメリカ合衆国ハワイ州ハワイ島ノースコハラにある町で、CDPで983人が住む。ハワイ島の最北部のコハラ山地の北側にある。 
歴史的には、東隣りのカパアウと共にカメハメハ大王が生まれ育った所として知られていて、それを記念したコハラ歴史史跡州立記念碑がある。また、すぐ東のポロルー渓谷への入り口にもなっている。 近くの海岸寄りにはハヴィ風力発電所やウポル空港（en:Upolu Airport）がある。   

## 交通
ハワイ島の西のカイルア・コナと東のヒロを北回りで結ぶハワイ州道19号線のカワイハエ（Kawaihae）から北に伸びるハワイ州道270号線に沿った町で、ワイメアから北へコハラ山地を超えるハワイ州道250号線がハワイ州道270号線へ突き当たる所にある。

## ハヴィ写真集

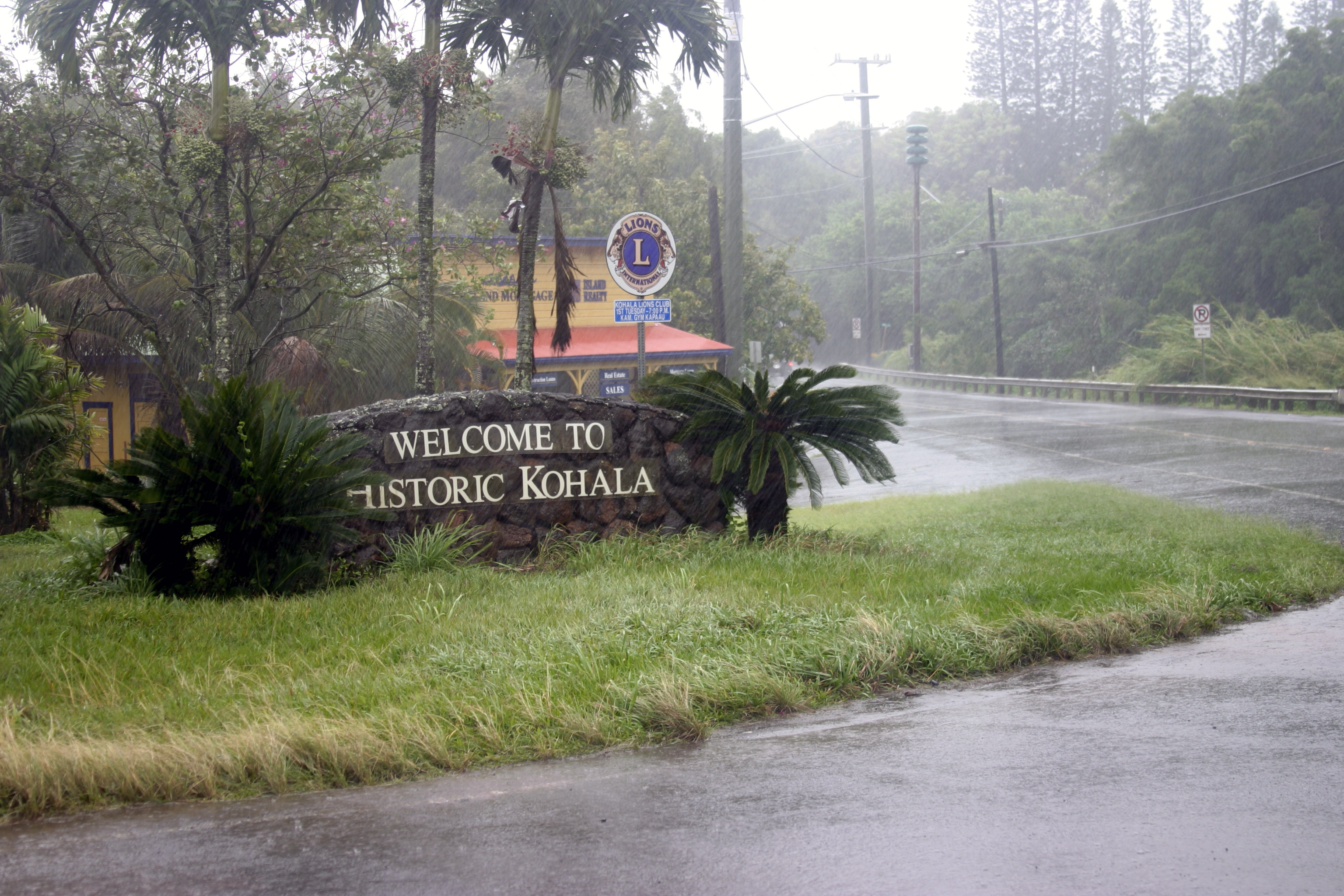
ハワイ州道270号線（Hawaii State Highway 270）からハヴィの町へ入る
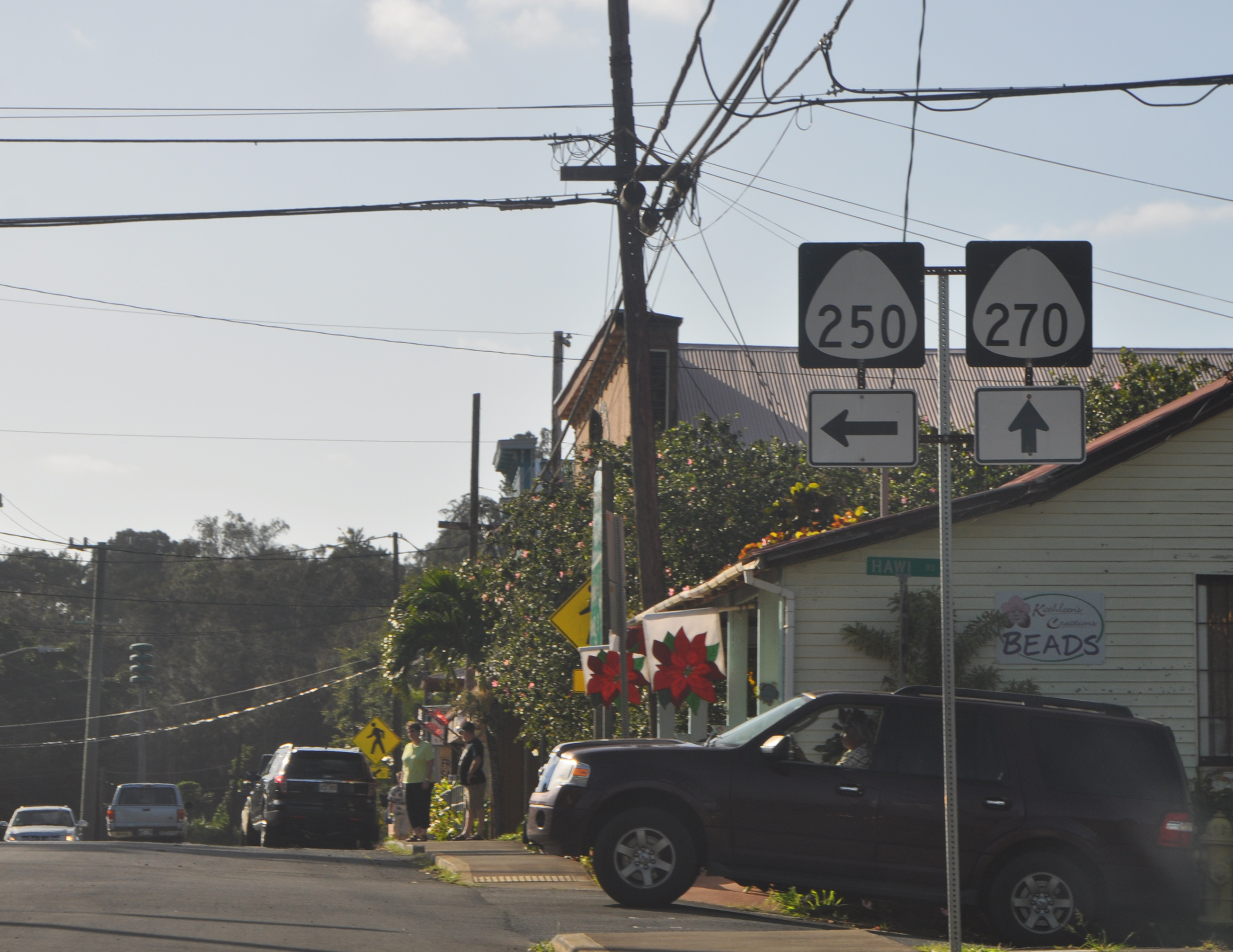
ハワイ州道250号線がここでハワイ州道270号線から南へ出る
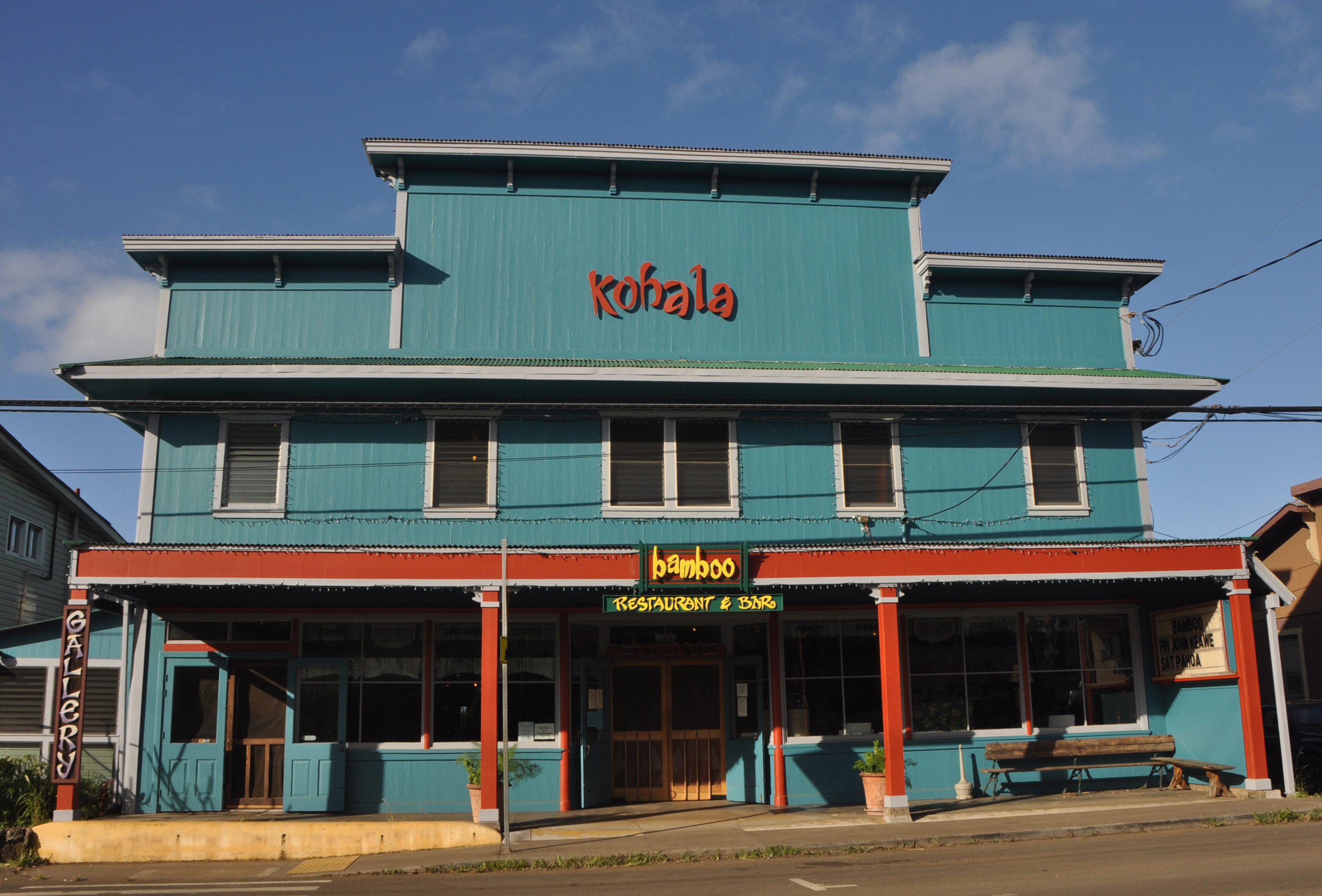
バンブー・レストラン（Bamboo Restaurant & Bar）
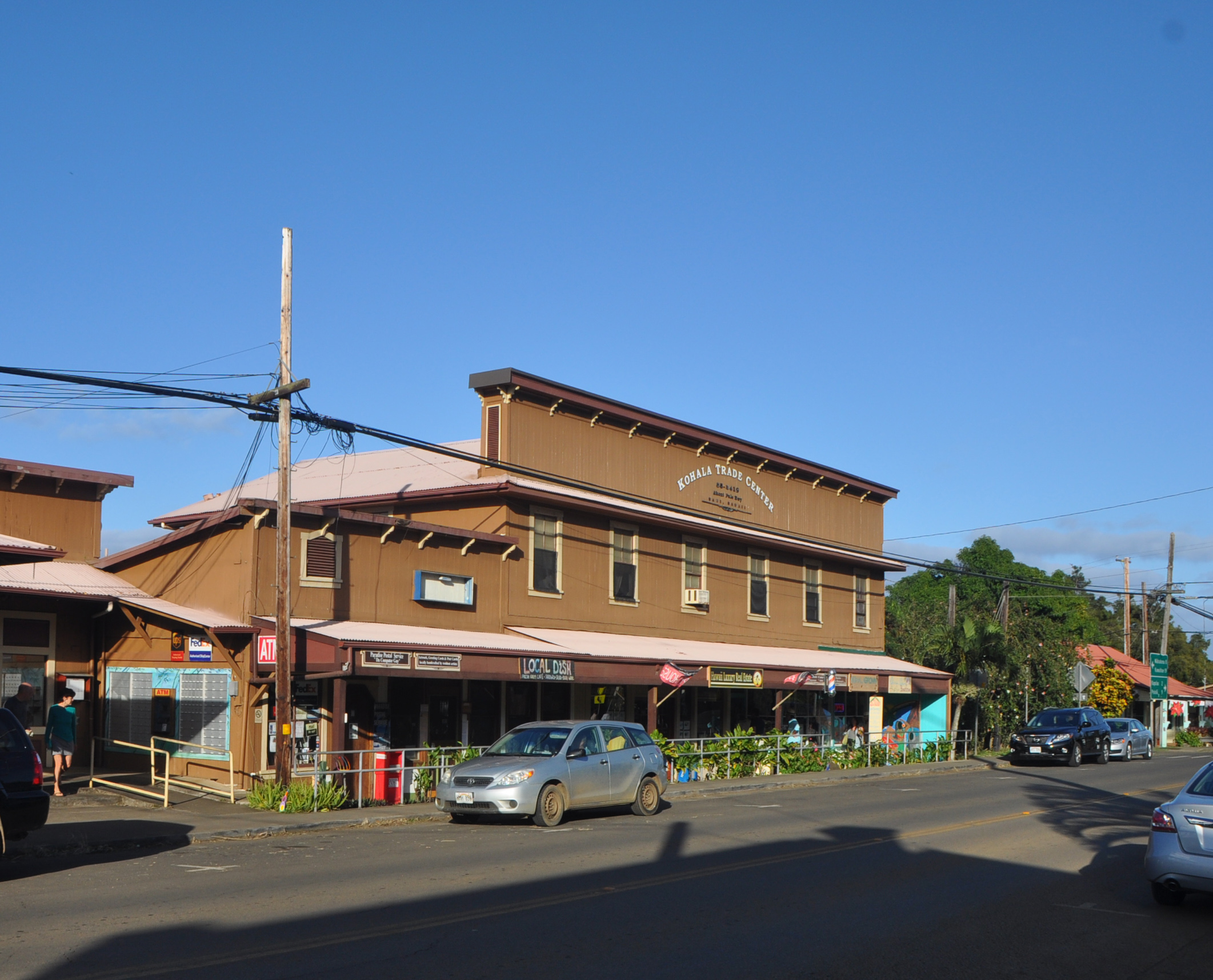
コハラ・トレード・センター
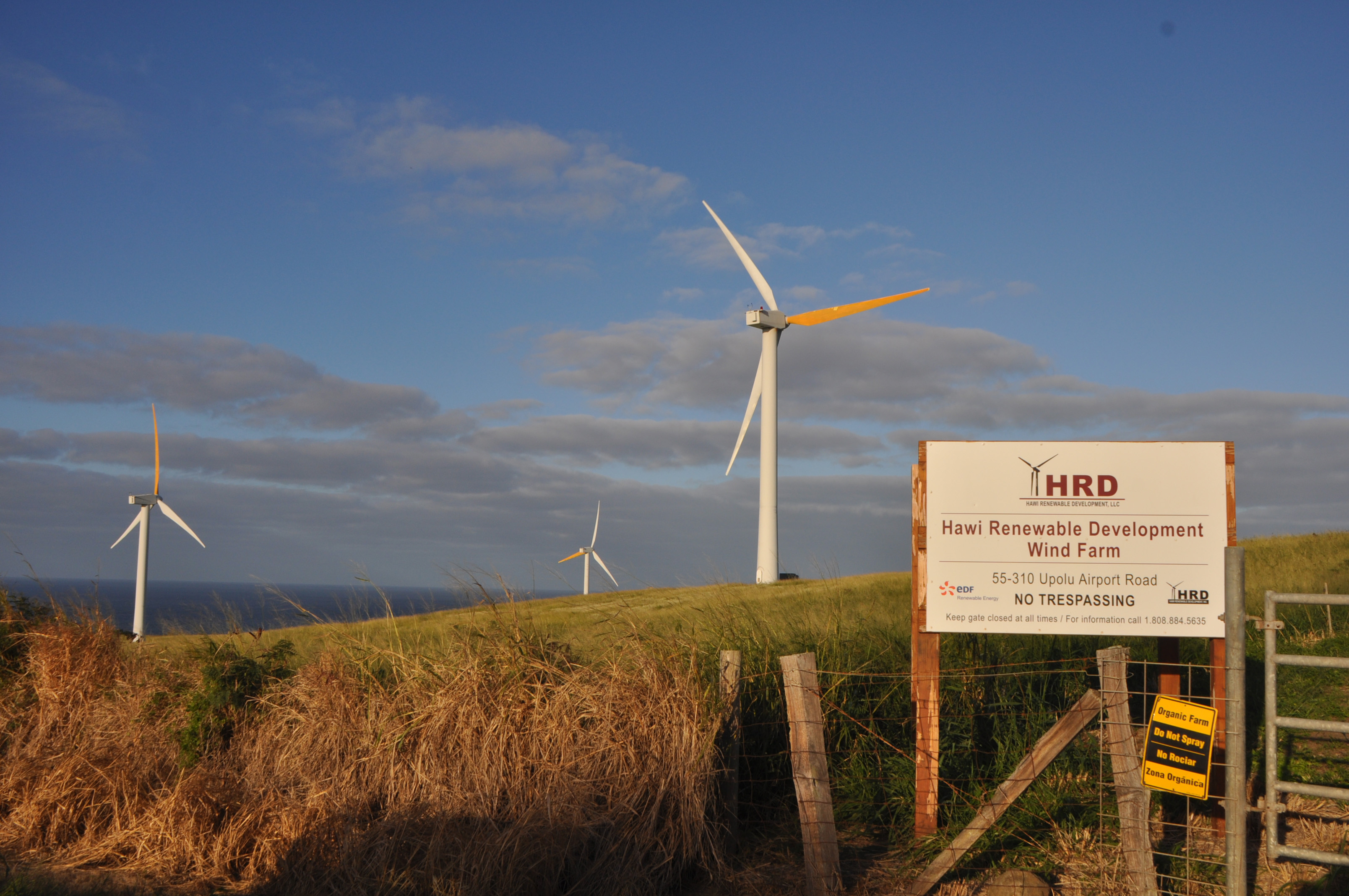
ハヴィ風力発電所